# Ernest Thompson Seton
Ernest Thompson Seton (South Shields, 14 agosto 1860 – Contea di Santa Fe, 23 ottobre 1946) è stato un saggista, naturalista e disegnatore britannico naturalizzato statunitense.
È noto soprattutto per essere stato un precursore dello scautismo, in anticipo anche rispetto allo stesso Robert Baden-Powell con il quale intrattenne una nutrita corrispondenza. In seguito divenne uno dei fondatori dei Boy Scouts of America. Trasportò all'interno della neonata associazione scout l'influenza della cultura degli indiani d'America di cui era appassionato.

## Biografia
Nato nel 1860 in Inghilterra da genitori scozzesi con il nome di Ernest Evan Thompson, a sei anni si trasferì con i propri genitori in Canada dove ama ritirarsi nei boschi a disegnare e osservare gli animali, anche per sfuggire alla relazione problematica con il padre; relazione che sfocerà in seguito al rifiuto totale, tanto da fargli cambiare nome in Ernest Thompson Seton.
Nel 1902, memore di una esperienza di vita all'aperto vissuta da ragazzo, e raccontata nel libro Due piccoli selvaggi Ernest fonda i Woodcraft Indians (letteralmente indiani dei boschi) una associazione che si proponeva di far vivere ai ragazzi una esperienza più possibile simile a quella degli indiani d'America.
Le attività dei ragazzi sono documentate da vari articoli da lui scritti per il giornale Ladies Home Journal e poi raccolte in volume nel 1906.
Sempre nel 1906 avviane l'incontro con Robert Baden-Powell, fondatore dello scautismo, che lo contattò dopo essere rimasto colpito dagli articoli sui Woodcraft Indians.
Dopo la nascita ufficiale dello scautismo Ernest si impegna nella fondazione dei Boy Scouts of America, attualmente la principale associazione scout degli Stati Uniti. Seton fu capo della associazione dal 1910 al 1915, e fu in questo periodo che la sua passione per la cultura indiana mise le radici anche nella tradizione associativa dei BSA.
Nel 1915 Seton dovette lasciare la sua carica nei BSA a causa di vari problemi: il primo era l'attivismo di sua moglie nel movimento a favore del suffragio universale, ma anche per la sua cittadinanza britannica, non vista di buon occhio da parte degli altri dirigenti dell'associazione e da alcuni politici, che stavano cominciando a prestare attenzione a questa associazione in così rapida crescita.
Nel 1931 ottenne la cittadinanza statunitense. Morì nel Nuovo Messico nel 1946 e fu cremato ad Albuquerque. Nel 1960, in occasione del centenario della sua nascita, e del 350º anniversario della città di Santa Fe, sua figlia Dee e suo nipote Seton Cottier dispersero le sue ceneri da un aereo sopra il villaggio di Seton.